# Callipogon lemoinei
Callipogon lemoinei là một loài bọ cánh cứng trong họ Cerambycidae.

## Hình ảnh

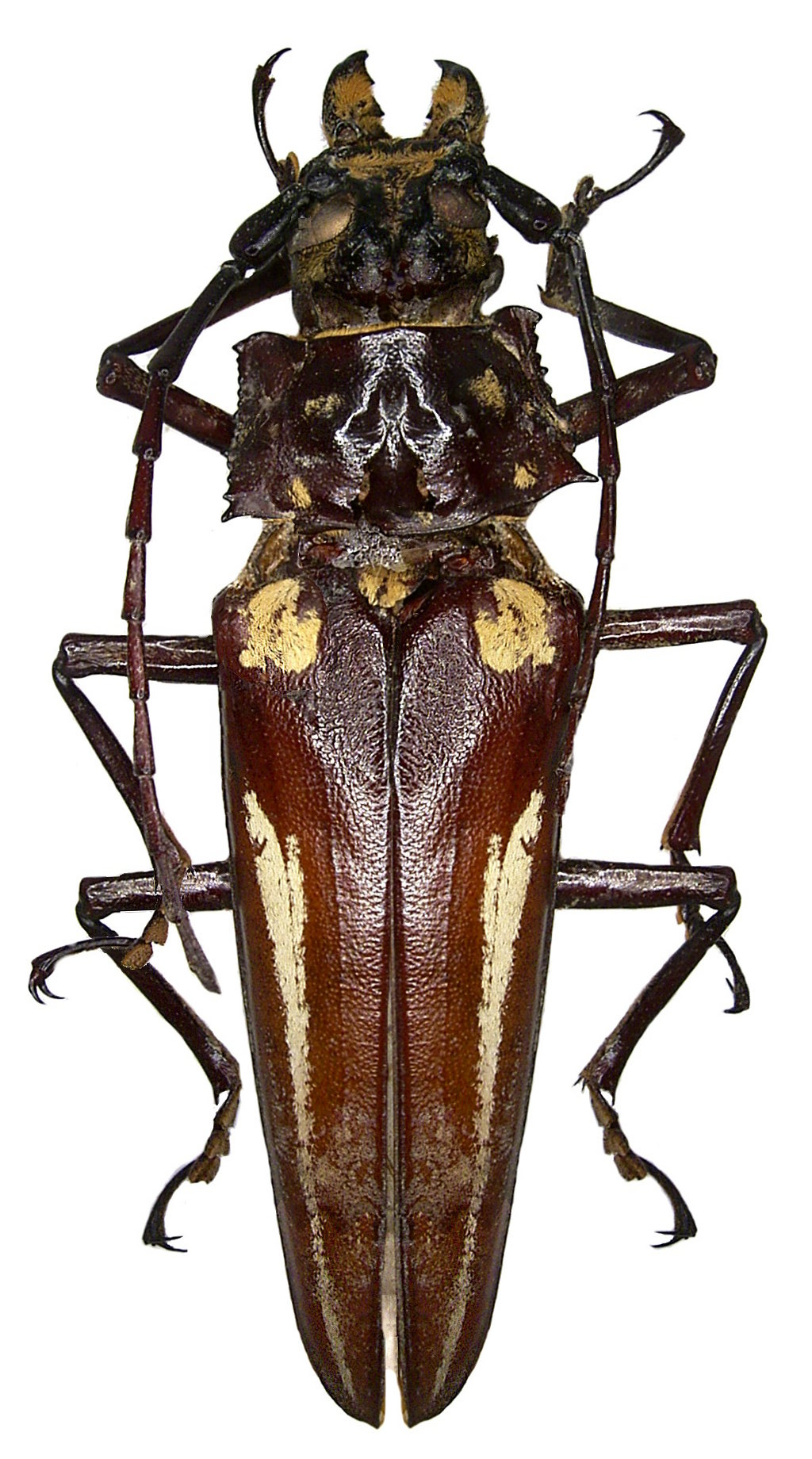
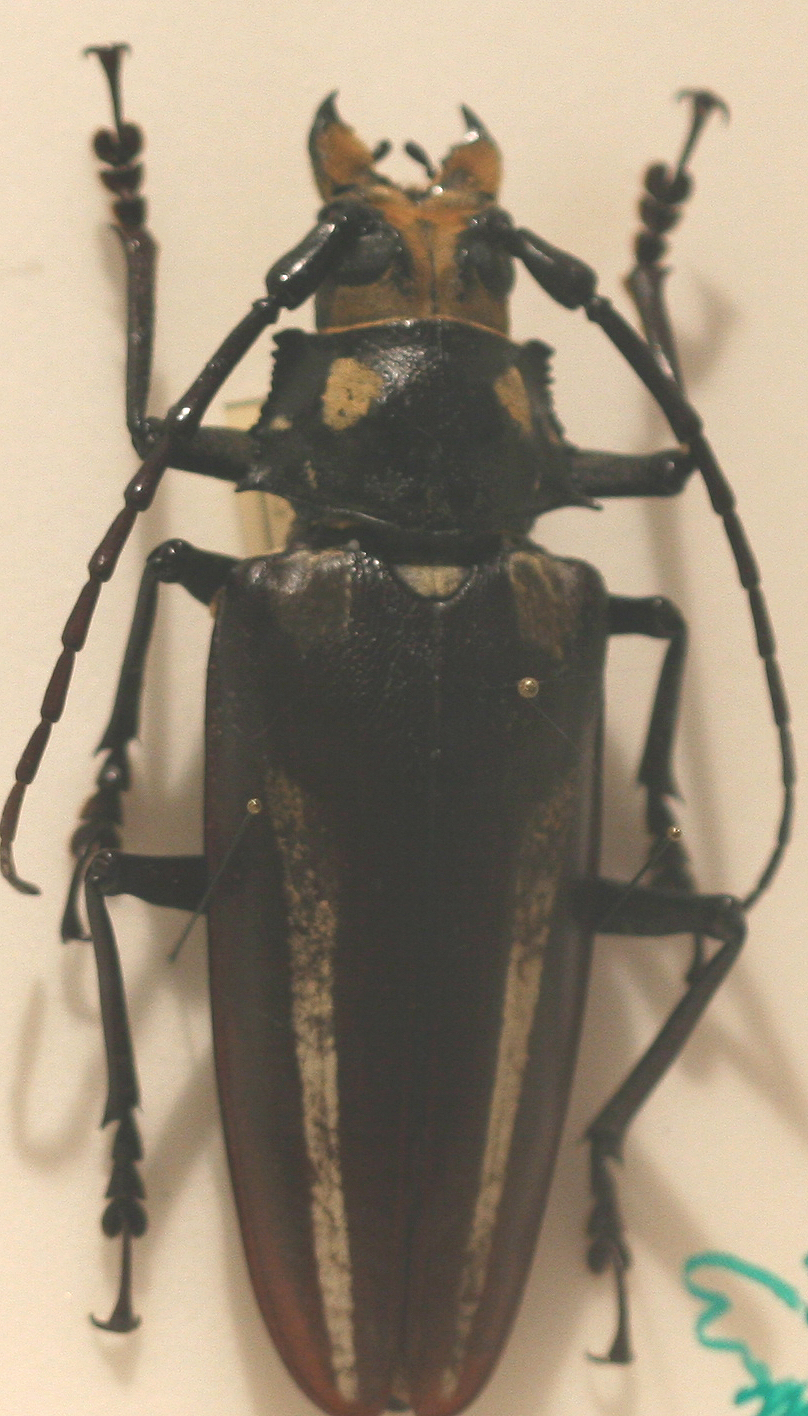